# Хокей на траві на літніх Олімпійських іграх 2008
Турнір з хокею на траві на літніх Олімпійських іграх 2008 у Пекіні тривав чотирнадцять днів. Від 10 до 23 серпня. Фінали відбулись 22 і 23 серпня. Всі ігри зіграно на Олімпійському зеленому хокейному полі.

## Формат змагань
Дванадцять команд змагалися на чоловічому та жіночому Олімпійських хокейних турнірах, що складалися з двох раундів. У першому раунді команди були розбиті на дві групи по шість команд, й ігри в цих групах відбувалися за круговою системою в одне коло. Команди здобували по три очки за перемогу, одне — за нічию і нуль очок за поразку. В підсумку місця в підгрупах розподілялись за такими критеріями:
- Загальна кількість набраних очок
- Кількість виграних матчів
- Різниця м'ячів
- Кількість забитих м'ячів
- Результат матчу між командами, всі перераховані вище критерії яких рівні

Після завершення попереднього раунду, команди, що посіли перше й друге місця в кожній групі, проводили ігри на вибування — дві півфінальні гри, а потім фінал і матч за бронзові нагороди. Інші команди змагалися у класифікаційних матчах для визначення їх місця в турнірі, нижче четвертого. Якщо наприкінці цих матчів рахунок був рівний, то команди грали додатковий тайм тривалістю 7½ хвилин. У додатковий час працювало правило золотого м'яча, тобто переможцем ставала команда, яка першою забивала гол. Якщо нікому не вдавалося відзначитися в додатковий час, то пробивали серію пенальті.

## Розклад змагань
18 травня 2008 року ФІХ і оргкомітет пекінської Олімпіади опублікували розклад змагань.
|  |  |  |  |  |  |  |  |  |  |  |  |  |  |  |  |  | Ж | Ч |  |

|  | Матчі кругового турніру |  | Класифікаційні матчі | Ж | Матчі за медалі — жінки | Ч | Матчі за медалі — чоловіки |

## Чоловічий турнір

#### Учасники
Склад груп опубліковано 18 квітня 2008 року на основі рейтингу Міжнародної федерації хокею.
| Група A - Бельгія - КНР - Німеччина - Південна Корея - Нова Зеландія - Іспанія | Група B - Австралія - Канада - Велика Британія - Нідерланди - Пакистан - ПАР |

### Медалісти
| Золото | Срібло | Бронза |
| Німеччина (GER) Філіп Вітте Макс Мюллер Себастьян Бідерлак Карлос Невадо Моріц Фюрсте Ян-Марко Монтаґ Тобіас Гауке Тібор Вайсенборн Беньямін Вес Ніклас Майнерт Тімо Вес Олівер Корн Крістоф Целлер Макс Вайнгольд Маттіас Віттгаус Флоріан Келлер Філіпп Целлер Головний тренер: Маркус Вайзе | Іспанія (ESP) Франсіско Кортес Сантьяго Фрейша Франсіско Фабрегас Віктор Сохо Алекс Фабрегас Пабло Амат Едуардо Тубау Рок Оліва Хуан Фернандес Рамон Алеґре Шав'єр Рібас Альберт Сала Родріго Гарса Серхі Енріке Едуард Арбос Давід Алеґре Головний тренер: Маурітс Ендрікс | Австралія (AUS) Джеймі Дваєр Ліам де Янг Роб Гаммонд Марк Ноулз Едді Окенден Девід Ґест Люк Дернер Ґрант Шуберт Беван Джордж Ендрю Сміт Стівен Ламберт Елі Матесон Меттью Веллс Тревіс Брукс Кіл Браун Фергюс Кавана Дес Абботт Головний тренер: Баррі Дансер Помічник тренера: Колін Батч |

## Жіночий турнір

#### Учасниці
Склад груп опубліковано 5 травня 2008 року на основі рейтингу Міжнародної федерації хокею.
| Група A - Австралія - КНР - Південна Корея - Нідерланди - ПАР - Іспанія | Група B - Аргентина - Німеччина - Велика Британія - Японія - Нова Зеландія - США |

### Медалістки
| Золото | Срібло | Бронза |
| Нідерланди (NED) Мартьє Годері Мартьє Паумен Наомі ван Ас Мінке Смаберс Марілін Агліотті Мінке Боей Віке Дейкстра Софі Полкамп Еллен Гог Лідевей Велтен Лісанне де Рувер Мік ван Ґенгейзен Ева де Гуде Яннеке Схопман Ефке Мулдер Фатіма Морейра де Мелу Головний тренер: Марк Ламмерс | Китай (CHN) Жень Є Чжан Їмен Ґао Ліхуа Чень Цюці Чжао Юйдяо Лі Хунся Чен Хуей Тан Чуньлін Чжоу Ваньфен Ма Їбо Фу Баожун Пань Фенчжень Хуан Цзюнься Сун Цинлін Лі Шуан Чень Чжаося Головний тренер: Кім Чан-Бак | Аргентина (ARG) Паола Вукоїчич Белен Дзуккі Магдалена Айсега Мерседес Маргалот Маріана Россі Ноель Барріонуево Хісель Каньєвскі Клаудія Буркарт Лусьяна Аймар Маріне Руссо Маріана Гонсалес Оліва Соледад Гарсія Алехандра Гулья Марія де ла Пас Ернандес Карла Ребеккі Росаріо Лукетті Головний тренер: Габріель Мінадео |